# Николай Урванцев
Николай Николаевич Урванцев е руски геолог и географ, изследовател на Арктика. Доктор на геолого-минералогическите науки (1935), заслужил деятел на науката и техниката на Русия (1974).

## Произход и образование (1893 – 1919)
Роден е на 17(29) януари 1893 година в град Лукоянов, Нижегородска губерния, Руска империя, в семейство на търговец. Баща му притежава богата библиотека и още от малък чете много и се увлича от геология и история на изследването на Арктика.
През 1903 постъпва в Нижегородското реално училище и го завършва през 1911. След завършване на средното си образование Урванцев постъпва в механичния факултет на Томския технологичен институт, но под влиянието на лекциите на професор Владимир Обручев, който преподава в института, се прехвърля в минния факултет, завършва с диплома за геолог през 1918 и постъпва на работа в Сибирския геоложки комитет.

## Експедиционна дейност (1919 – 1934)

### Експедиция на Таймир (1919 – 1920)

#### Официална версия
През 1919 е командирован от Сибирския геоложки комитет на п-ов Таймир в района на днешния град Норилск за търсене на находища на въглища за корабите на Антантата, снабдяващи армията на Александър Колчак с оръжие и боеприпаси.
През 1920 екипът ръководен от Урванцев открива в района на Норилск богато находище на каменни въглища, а на следващата година – огромно находище на медно-никелови руди с високо съдържание на платина.

#### Оспорване на официалната версия
Според критиците на официалната версия, находищата на въглища и мед в района на Норилск са открити от А. А. Сотников през 1915, но изследванията са прекъснати по време на Първата световна война. През 1919 Сотников получава разрешение да продължи изследванията си в Таймир и да проведе хидроложки изследвания по организирането на добива и превоза на въглища до пристаните на река Енисей за снабдяване на жп транспорта на армията на Колчак. В състава на експедицията на Сотников е включен и Урванцев. Експедицията изпълнява възложените ѝ задачи и през октомври 1919 докладва резултатите. През декември 1919 Сотников е командирован в Иркутск, където по лъжлив донос е арестуван и разстрелян без съд и присъда от ЧК през май 1920. Имуществото му, в това число и материалите по откритите находища, са конфискувани. Сотников е реабилитиран посмъртно през 1998.
Урванцев вероятно си присвоява резултатите от експедицията, а впоследствие твърди, че направеното от него откритие му е заръчано лично от Ленин и тази легенда остава като истина в съветската историография през цялото време на комунистическото управление на Русия.

### Изследване басейна на Пясина (1921 – 1922)
През зимата на 1921 – 1922, заедно с топографа Базанов, Урванцев картира езерото Пясино и групата Норилски езера – Лама, Глубокое, Кита и др. с обща площ до 320 км2 и доказва, че те са с ледников произход. През пролетта на 1922, заедно с Никифор Александрович Бегичев, се включва в търсенето на Петер Тесем и неговият другар, спътници на Роалд Амундсен, изпратени към остров Диксон с пощата на експедицията и изчезнали без вест. Те се спускат с лодка и проследяват и изследват цялото течение на река Пясина (818 км) и на запад от устието ѝ открива група възвишения с височина до 416 м. На ски изследват около 200 км от брега на запад от устието на Пясина и установяват, че южните възвишения са продължение на планината Биранга. По време на изследването на крайбрежието, срещу остров Диксон, намират пощата изпратена от Роалд Амундсен през 1919, която не стига до получателя си поради смъртта на двамата норвежки матроси. За намирането на пощата Урванцев е награден със златен часовник от норвежкото правителство, а за изследванията на басейна на Пясина Руското географско дружество му присъжда сребърен медал.

### Изследвания на п-ов Таймир (1929)
През 1929 извършва орографски и хидрографски изследвания на п-ов Таймир. Изяснява особеностите на геоложкия му строеж и открива следи от древни заледявания. Изследва и езерото Таймир (4560 км2).
Резултатите от тази експедиция са описани в книгата му „Таймырская геологическая экспедиция 1929 г.“ (1931).

### Експедиция на Северна Земя (1930 – 1932)
През 1930 – 1932 участва в експедиция ръководена от Георгий Ушаков на архипелага Северна Земя. Групата се състои от четири души, които извършват първото географско и геоложко изследване на архипелага.
За две години пребиваване на Северна Земя изминават с кучешки впрягове над 5000 км, като на 2200 км от тях е извършена маршрутна инструментална топографска снимка, опираща се на 17 астрономически точки. Експедицията установява, че архипелага се състои от четири големи острова: Октомврийска революция (14 170 км²), Пионер (1550 км²), Комсомолец (9006 км²) и Болшевик (11 312 км²) и множество малки с обща площ 37 хил. км², и протоците Червена армия, Шокалски (ширина 20 км) и Юнгщурм между тях.
На базата на всички изследвания, на 16 октомври 1632 г., е публикувана първата карта на целия архипелаг. Северна Земя престава да бъде тайнствена суша и придобива реални форми.
За участието си в тази експедиция Урванцев е награден с орден Ленин, а резултатите от нея описва в книгата си „Северная Земля“ (1933).

### Нова експедиция на п-ов Таймир (1933 – 1934)
През 1933 – 1934 извършва първия 300-километров поход с верижни машини по северния бряг на п-ов Таймир от залива Дик (101º 40` и.д.) до фиорда Тереза Клавенес (105º и.д.). Изследва о-вите Комсомолска Правда (77°20′ с. ш. 107°20′ з. д. / 77.333333° с. ш. 107.333333° з. д.). Около залива Нордвик открива находища на нефт. В експедицията участва и жена му Елисавета Иванова в качеството си на лекар.

## Следващи години (1935 – 1985)
През 1935 Урванцев става доктор на геолого-минераложките науки, а през 1937 е назначен за заместник-директор на Арктическия институт.
През 1938 Урванцев, както и милиони други съветски граждани, е арестуван, обвинен по чл. 58, ал. 7 и 11 във вредителство и съучастие в контрареволюционна организация и осъден на 15 години концентрационен лагер. През февруари 1940 присъдата е отменена, но през август същата година отново е арестуван и осъден на 8 години. По стечение на съдбата заточението на Урванцев е там, където открива най-големите в света медно-никелови находища – района на Норилск. По време на пребиваването си в лагера, от 1944 до 1948 участва в геоложки експедиции търсещи на п-ов Таймир находища на уранова руда – суровина за създаването на първата съветска атомна бомба.
През 1945 г. Урванцев официално е освободен от лагера, но остава на поселение в Норилск и отново участва в изследователски геоложки дейности на Таймир. След 1953 окончателно е реабилитиран и от 1958 до 1967, вече като пенсионер, работи като началник на геоложкия отдел в Института за Арктика в Ленинград. През 1959 г. за големите му заслуги по изучаването на Съветския Север му е присъден Голям златен медал от Географското дружество на СССР, а през 1963, във връзка с неговата 70-годишнина, е награден с втори орден Ленин. Обявен е за първия почетен гражданин на Норилск през 1975 г.
Умира на 20 февруари 1985 година в Ленинград на 92-годишна възраст. В изпълнение на завещанието му е кремиран и урната с прахта му е погребана в Норилск.

## Памет
Неговото име носят:
- залив Урванцев (74°44′ с. ш. 85°36′ з. д. / 74.733333° с. ш. 85.6° з. д.), на южното крайбрежие на остров Еленов, в шхерите Минин, Карско море;
- нос Урванцев (74°42′ с. ш. 85°40′ з. д. / 74.7° с. ш. 85.666667° з. д.), най-южната точка на остров Еленов, в шхерите Минин, Карско море;
- скали Урванцев, в Антарктида.